# Giovanni Reale
Giovanni Reale (ur. 15 kwietnia 1931 w Candia Lomellina, zm. 15 października 2014 w Luino) – włoski filozof i historyk filozofii, specjalizujący się w filozofii antycznej.

## Życiorys
Uczęszczał do szkoły średniej w Casale Montferrato. Absolwent Katolickiego Uniwersytetu Najświętszego Serca w Mediolanie, gdzie studiował pod kierunkiem Francesco Olgiatiego. Początkowo nauczał w szkołach średnich, uzyskał jednak posadę na Uniwersytecie w Parmie, wykładając tam historię filozofii. Powrócił do Uniwersytetu Katolickiego w Mediolanie, gdzie wykładał filozofię antyczną oraz prowadził Centrum Badawcze Metafizyki. Wykładał także na Uniwersytecie Vita-Salute San Raffaele w Mediolanie.

## Publikacje
- Il concetto di filosofia prima e l'unità della Metafisica di Aristotele, Vita e Pensiero, Mediolan (1961) potem Bompiani, Mediolan (2008);
- Introduzione a Aristotele, Laterza, Bari (1974);
- Storia della filosofia antica, 5 volumi, Vita e Pensiero, Mediolan (1975);
- Il pensiero occidentale dalle origini ad oggi, La Scuola, Brescia (1983);
- Per una nuova interpretazione di Platone, CUSL, Mediolan (1984) potem Vita e Pensiero, Mediolan (2003);
- Introduzione a Introduzione a Proclo, Laterza, Bari (1989);
- Filosofia antica, Jaca Book, Mediolan (1992);
- Saggezza antica, Cortina, Mediolan (1995);
- Eros demone mediatore, Rizzoli, Mediolan (1997);
- Platone. Alla ricerca della sapienza segreta, Rizzoli, Mediolan (1997) potem Bompiani, Mediolan (2005);
- Guida alla lettura della Metafisica di Aristotele, Laterza, Bari (1997);
- Raffaello: La "Disputa", Rusconi, Mediolan (1998);
- Corpo, anima e salute, Cortina, Mediolan (1999);
- Socrate. Alla scoperta della sapienza umana, Rizzoli, Mediolan (1999);
- Il pensiero antico, Vita e Pensiero, Mediolan (2001);
- La filosofia di Seneca come terapia dei mali dell'anima, Bompiani, Mediolan (2003);
- Radici culturali e spirituali dell'Europa, Cortina, Mediolan (2003);
- Storia della filosofia greca e romana, 10 volumi, Bompiani, Mediolan (2004);
- Valori dimenticati dell'Occidente, Bompiani, Mediolan (2004);
- L'arte di Riccardo Muti e la Musa platonica, Bompiani, Mediolan (2005);
- Come leggere Agostino, Bompiani, Mediolan (2005);
- Karol Wojtyla un pellegrino dell'assoluto, Bompiani, Mediolan (2005);
- Autotestimonianze e rimandi dei Dialoghi di Platone alle "Dottrine non scritte", Bompiani, Mediolan (2008);
- Storia del pensiero filosofico e scientifico, La Scuola, Brescia (2012);
- Cento anni di filosofia. Da Nietzsche ai nostri giorni, La Scuola, Brescia (2015).

## Publikacje przetłumaczone na język polski
- Co Platon ma do powiedzenia współczesnemu człowiekowi [w:] Platon. Nowa interpretacja, Lublin 1993, przeł. E.I. Zieliński.
- Historia filozofii starożytnej, przeł. E.I. Zieliński, tomy 1-5, Wyd. KUL, Lublin 1993.
- Myśl starożytna, przeł. E.I. Zieliński, Wyd. KUL, Lublin 2003.

## Tytuły honoris causa
- Międzynarodowa Akademia Filozofii w Liechtensteinie
- Katolicki Uniwersytet Lubelski
- Uniwersytet Moskiewski